# بلدية نوفا فيتشوسا
بلدية نوفا فيتشوسا هي بلدية في البرازيل، تتبع باهيا، بلغ عدد سكانها 32٬076  نسمة، في 2000، تبلغ مساحتها 1٬326٫122 كيلومتر مربع، رمزها البريدي هو 45920-000.

## الموقع
تشترك في الحدود مع:
- Mucuri [الإنجليزية]‏.